# فرانسواز دي ألونسون
فرانسواز دي ألونسون (1490 - 14 سبتمبر 1550) هي الابنة الكبرى لـ رينيه دي ألونسون ومارغريت دي لورين، والأخت الصغرى ووريثة شارل الرابع دوق ألونسون، تزوجت أولا فرانسوا الثاني، دوق لونجفيل وانجبت له ابن وابنة، ثم تزوجت من شارل دي بوربون، دوق فندوم وانجبت له ثلاثة عشر طفلاً.
سلبت المقاطعة منها بعد وفاة شقيقها من قبل زوجته مارغريت دي أنغوليم شقيقة الملك فرانسوا الأول من فرنسا.
ابنها أنطوان لاحقاً سيتزوج من جين الثالثة ملكة نافارا ابنة مارغريت من خلال زواجها الثاني من هنري الثاني ملك نافارا، وهما والدا هنري الرابع ملك فرنسا.